# Паюзі (село)
Па́юзі (ест. Pajusi küla) — село в Естонії, у волості Паюзі повіту Йиґевамаа.

## Населення
Чисельність населення на 31 грудня 2011 року становила 71 особу.

## Географія
На захід від села тече річка Пилтсамаа (Põltsamaa jõgi).
Через село проходить автошлях 170 (Пилтсамаа — Паюзі — Луйґе).

## Маєток Паюзі

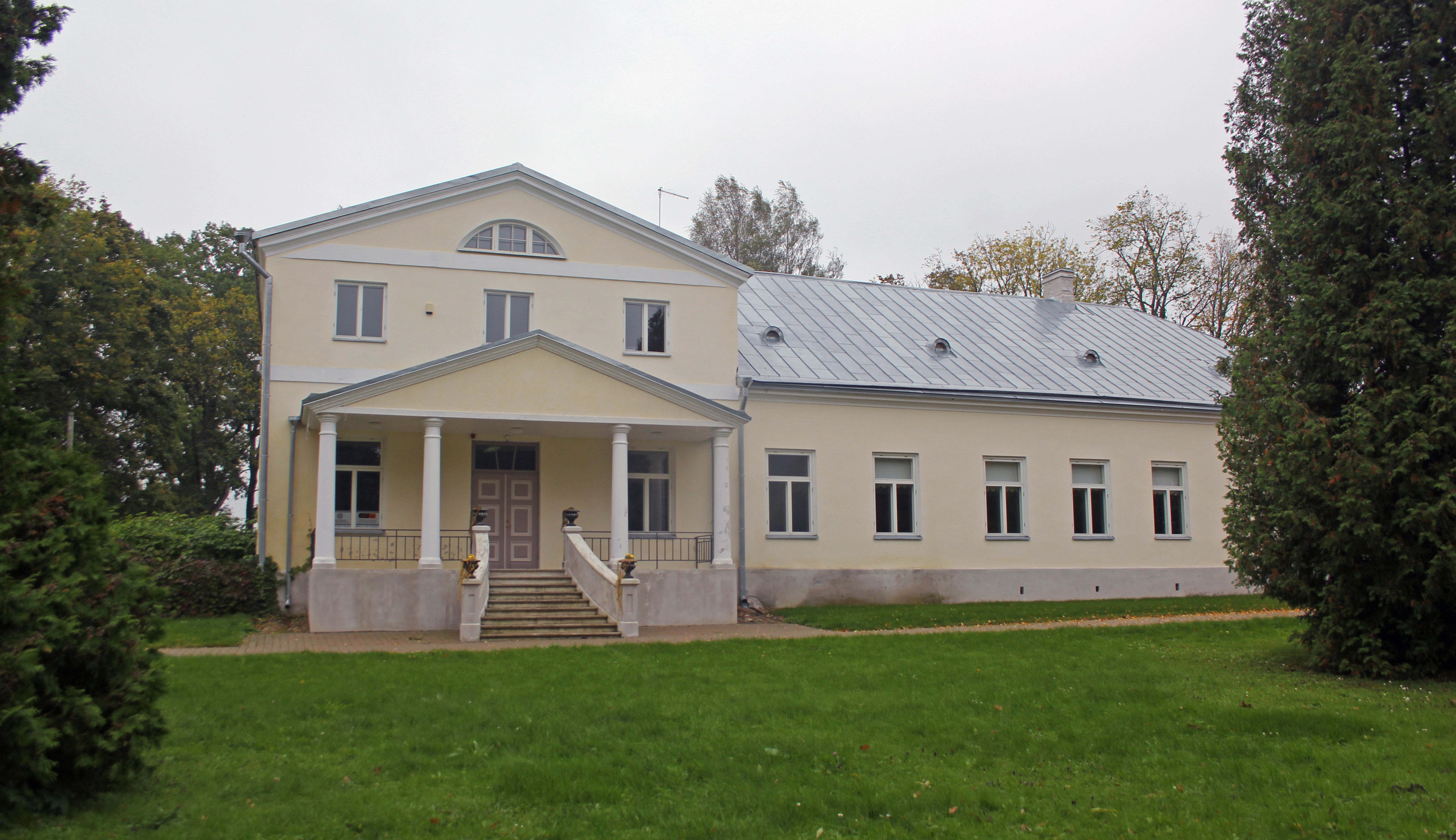
Головний будинок маєтку Паюзі

У селі розташовуються будівлі колишнього маєтку Паюзі (Pajusi mõis).
Садиба була побудована в 17-му столітті німецьким лицарем. У 1721 році російський імператор Петро I дарував маєток Генріху фон Фіку. Надалі маєтком володіла дворянська родина Валь.
23 листопада 1999 року головний будинок садиби та парк маєтку занесені до реєстру культурної спадщини Естонії.